# استیپلفورد (لینکلن‌شر)
استیپلفورد (به انگلیسی: Stapleford) یک روستا و محله مدنی در بریتانیا است که در نورث کستیون واقع شده‌است.